# 831 (číslo)
Osm set třicet jedna je přirozené číslo, které následuje po čísle osm set třicet a předchází číslu osm set třicet dva. Římskými číslicemi se zapisuje DCCCXXXI.

## Matematika
831 je:
- Poloprvočíslo
- Deficientní číslo
- Nešťastné číslo

## Astronomie
- (831) Stateira je planetka hlavního pásu, kterou objevil v roce 1916 Max Wolf

## Doprava
- Motorový vůz 831
- Karosa B 831
- Vůz BRcm831 ČD

## Roky
- 831
- 831 př. n. l.